# Pescăruș sur
Pescărușul sur (Larus canus) este un pescăruș de mărime medie care se înmulțește în regiunile temperate reci din Palearctica, din Islanda și Scoția până în Kamceatka, în Extremul Orient rusesc. Majoritatea pescărușilor obișnuiți migrează mai departe spre sud în timpul iernii, ajungând în Marea Mediterană, sudul Mării Caspice și mările din jurul Chinei și Japoniei; populațiile din nord-vestul Europei sunt cel puțin parțial rezidente.

## Taxonomie
Pescărușul sur a fost descris oficial în 1758 de naturalistul suedez Carl Linnaeus în cea de-a zecea ediție a lucrării sale Systema Naturae, sub denumirea binomială actuală Larus canus. Linnaeus a specificat că localitatea tip este Europa, dar în prezent aceasta este limitată la Suedia. Numele genului este un cuvânt latin pentru o pasăre de mare, probabil un pescăruș. Epitetul specific canus este de asemenea latin și înseamnă „gri".
Există trei subspecii, pescărușul din Kamchatka (L. (c.) kamtschatschensis) fiind considerat de unele autorități o specie distinctă.
- Larus canus canus Linnaeus 1758
- Larus canus heinei Homeyer 1853
- Larus canus kamtschatschensis Bonaparte, 1857

## Galerie

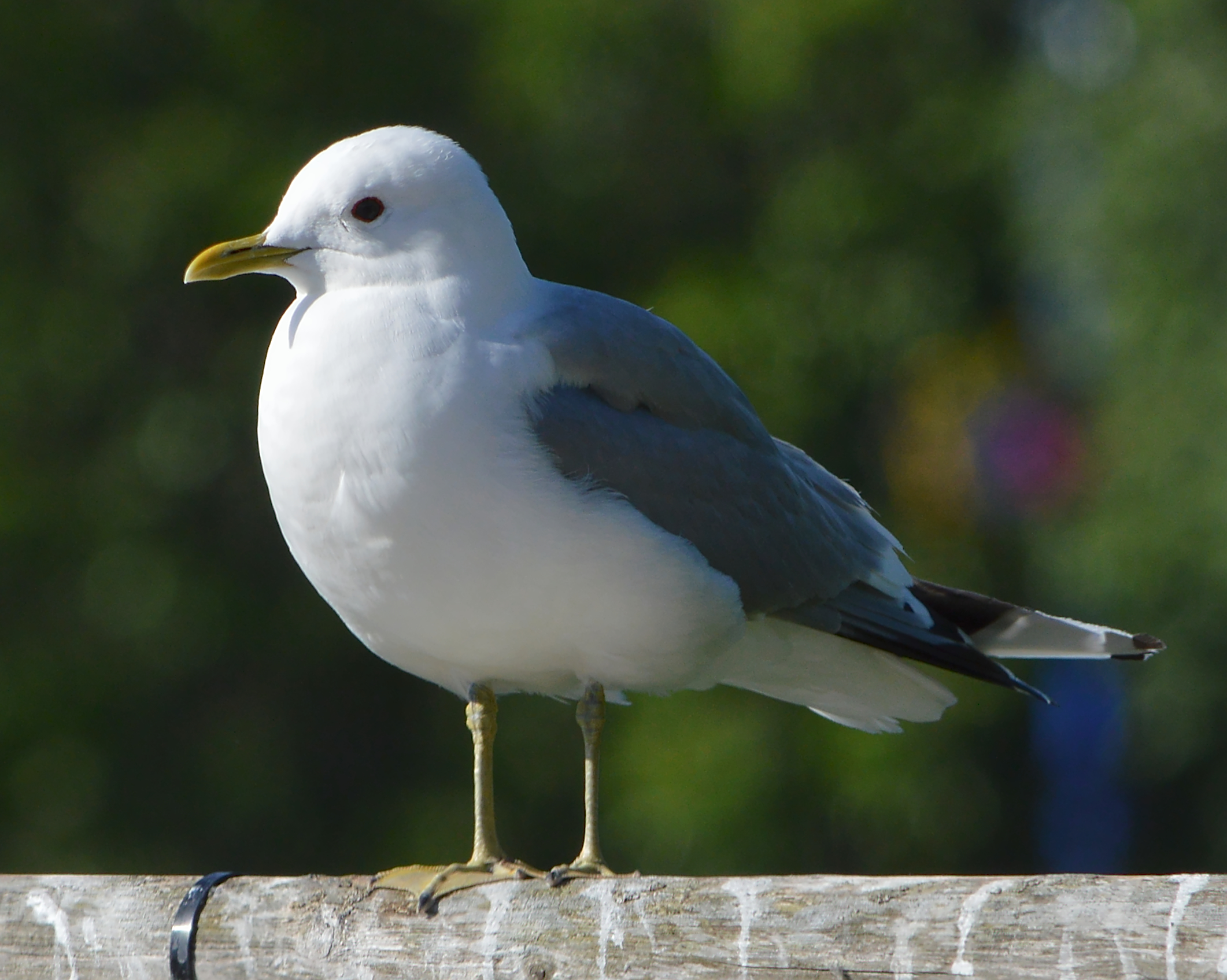
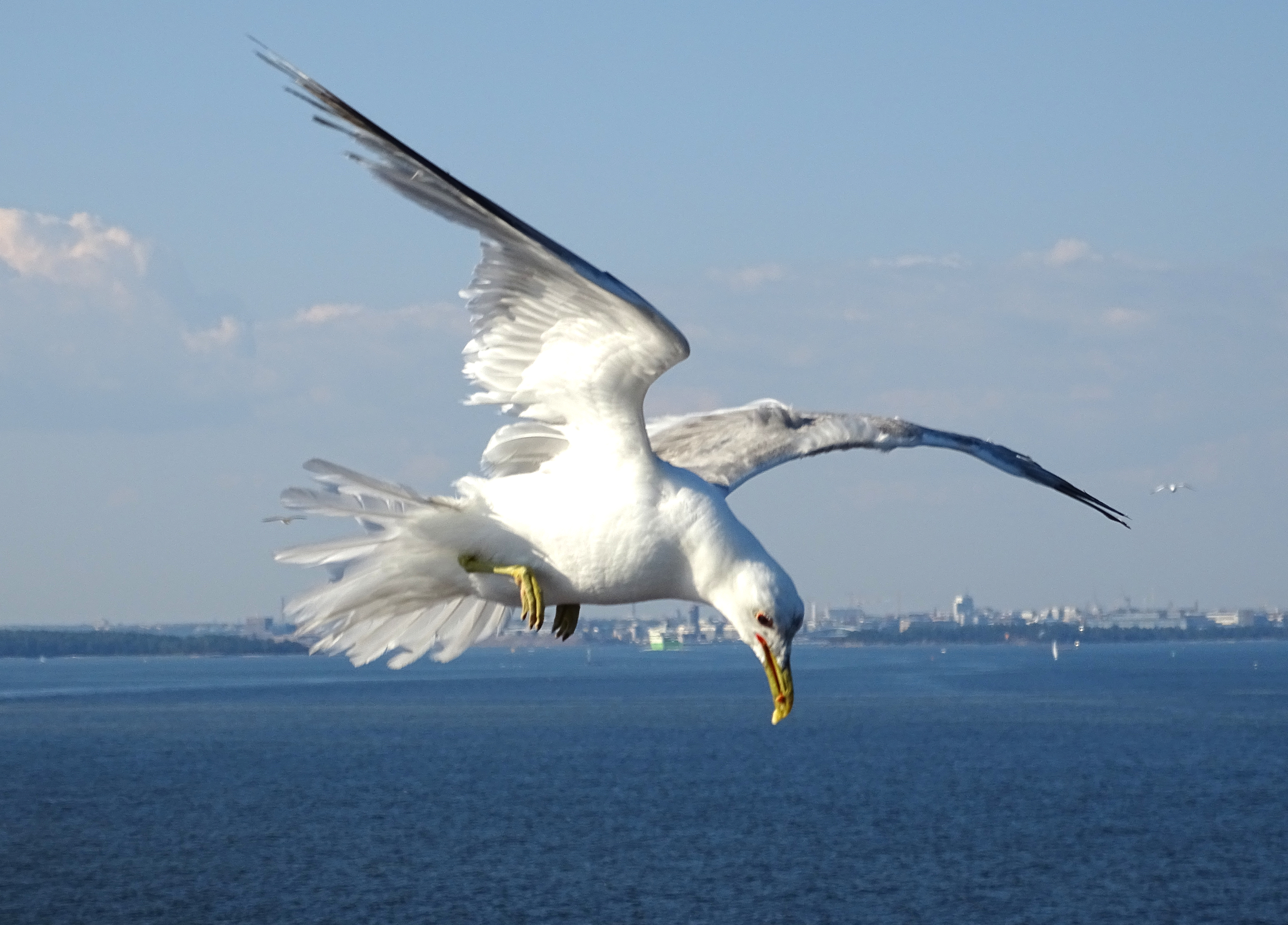
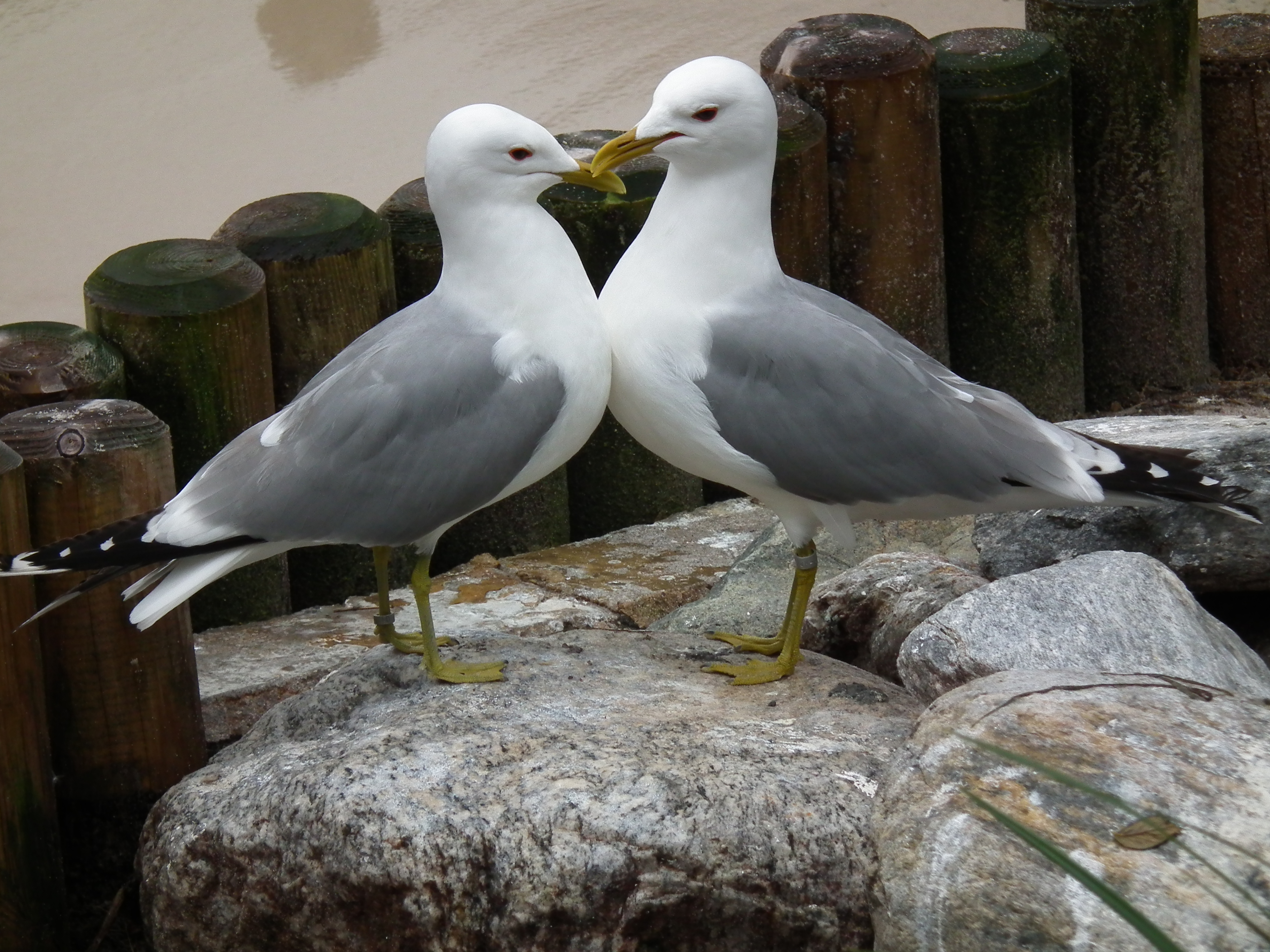
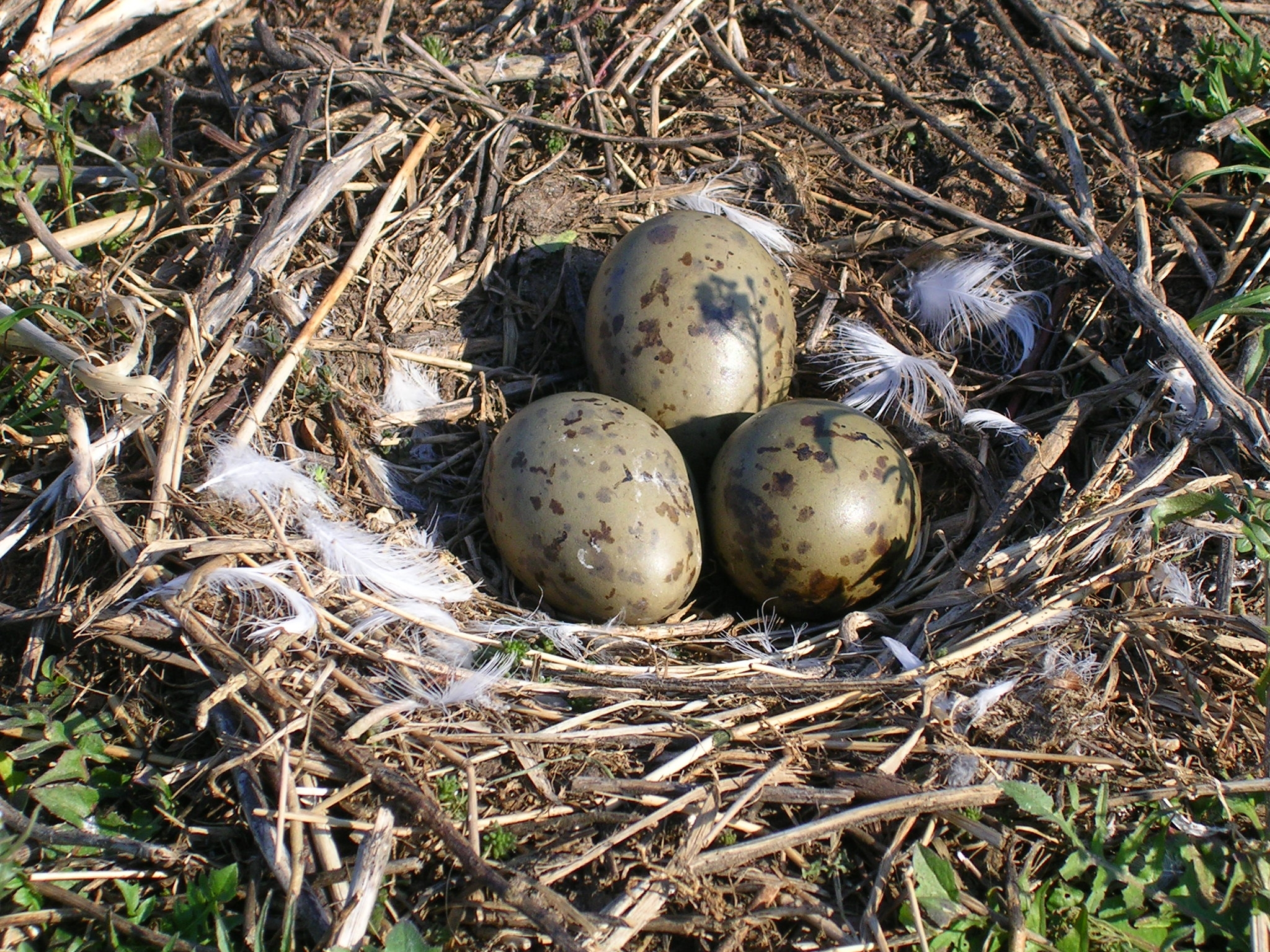